# Christoph Heinrich Heuckeroth
Christoph Heinrich Heuckeroth (Groningen, 27 juli 1872– Leuvenheim, Brummen, 18 december 1943) was een Nederlands trombonist.
Hij is de zoon van Heinrich Heuckeroth en Jacoba Hendrika van Kamperdijk. Vader was multi-instrumentalist, kapelmeester en muziekleraar in Groningen, grootvader Martin Heuckeroth trompettist. Hijzelf is getrouwd geweest met Josina Magdalena Marie Ebbinkhuijsen en Hendrica Anna van der Pot. Heuckeroth werd begraven op Moscowa te Arnhem, terwijl hij zijn laatste jaren bewoner van Oostkapelle was.
Zijn muzikale opleiding werd verzorgd door zijn vader, die naast veel andere muziekinstrumenten ook trombone speelde. De jonge Heuckeroth kwam in circa 1896 bij de Arnhemsche Orkest Vereeniging, waar hij tot 1934 solotrombonist was. Hij trof daar zijn oom Martin Heuckeroth, die er toen dirigent was. Op diverse concerten trad hij op als solist en dan zowel in de symfonische concerten als de harmonieconcerten. Zo was hij solist tijdens de Nederlandse première van de derde symfonie van Gustav Mahler, die in Arnhem plaatsvond. Zijn loopbaan eindigde in 1934 toen de toenmalige dirigent Jaap Spaanderman een verjonging doorvoerde.
- Nederlandse Thesaurus van Auteursnamen: 426274113
- Virtual International Authority File: 1267158858114644490002